# Godfred af Bouillon
 For alternative betydninger, se Bouillon (flertydig). (Se også artikler, som begynder med Bouillon)
Godfred af Bouillon (født ca. 1060, Baisy-Thy ved Bruxelles i det nuværende Belgien – død 18. juli 1100, i Jerusalem i det nuværende Israel), (hollandsk: Godfried van Bouillon, fransk: Godefroy (el. Godefroid) de Bouillon), Eustace II, greve af Boulogne og Ida, datter af Godfred III, hertug af Nedre Lothringen.

## Tidlige liv
Han blev indsat som arving til Nedre Lothringen af sin onkel Godfred, der ikke havde arvinger. Men Godfred af Bouillon modtog i første omgang kun Antwerpen for forlening, da den tysk-romerske kejser Henrik 4. i 1076 inddrog Nedre Lothringen. Begrundelsen var, at den ældre Godfred ifølge Salisk lov ikke havde en arving, og at hans arv derfor tilfaldt lensherren. Alligevel fulgte Godfred kejseren i flere felttog og modtog som tak forleningen af hertugdømmet Nedre Lothringen.
Godfreds landområder var under kraftig indflydelse fra Cluny og den reformbevægelse i 11. årh., og mange af hans handlinger tyder på, at han selv var meget from. Han støttede loyalt kejseren under hans investiturstrid med pave Gregor VII, men han fulgte pavens vej, da han og Cluny sejrede i striden. Efter Gregors efterfølger Urban II prædiken, der igangsatte 1. korstog ved koncilet i Clermont i 1095 solgte han al sin ejendom for at sætte sig spidsen for en hær, der drog mod det Hellige land.

## Første korstog
I august 1096 brød Godfred op fra Lothringen sammen med sin bror Eustace III af Boulogne og Balduin af Boulogne (den senere Balduin 1. af Jerusalem) i spidsen for 40.000 mand. Efter en lang rejse over land gennem Ungarn nåede Godfreds hær Konstantinopel i november som den anden gruppe korsfarere. I Ungarn havde de mødt flere vanskeligheder, da Godfreds mænd plyndrede befolkningen, og da de nåede Konstantinopel mødte Godfred flere vanskeligheder, fordi han nægtede at sværge troskab til den byzantinske kejser Alexius 1. Komnenos. Godfred aflagde først eden i januar 1097 sammen med størstedelen af de øvrige ledere af korstoget.
Da korstogshæren havde krydset Bosporus indledte Godfred belejringen af Nikæa og efter Nikæas erobring fulgte han hovedgruppen, da hæren delte sig. Sammen med de øvrige fyrster kom han fortroppen til undsætning ved slaget ved Dorylaeum, da den blev angrebet af Seljukker. Efter sejren ledede han plyndringen af fjendens lejr.
Efter erobringen af Antiokia i 1099 udbrød der uenighed om det næste skridt i felttoget: størstedelen af fodfolket ønskede straks at fortsætte mod Jerusalem, mens Raimond 4. af Toulouse den mest magtfulde fyrste i korstoget ønskede at se tiden an. Efter flere måneders ventetid blev Raimond presset til at bryde op og fortsætte mod Jerusalem og Godfred fulgte straks med. Da den gruppe endelig nåede Jerusalem og indledte belejringen, var Godfred blandt de mest aktive, og da byen faldt 15. juli 1099, var han blandt de første i massakren på indbyggerne.

## Kongeriget Jerusalem
Godfred blev valgt som fyrste af Jerusalem den 22. juli efter at Raimond havde afslået. Godfred afslog også at blive kronet som konge i den by, hvor Jesus døde, men accepterede at stå i spidsen for det nye kongerige. Det er usikkert, hvilken titel Godfred brugte, noget tyder på at han betegnede sig princeps (fyrste), mens han af andre blev kaldt Advocatus Sancti Sepulchri (forsvarer af den Hellige gravs kirke). Godfred brugte sin korte regeringstid til at forsvare sit rige mod angreb fra Fatimiderne i Egypten, som blev besejret ved Askalon i august. Det lykkedes for Godfred at udvide riget gennem erobringer, og alene gennem magtdemonstration lykkedes det at vinde kontrollen over byerne Acre, Askalon, Ar-suf, Jaffa og Caesarea.
Ud over de ydre fjender måtte Godfred også kæmpe mod pavens repræsentant i hans rige, den nye latinske patriark i Jerusalem, Dagobert af Pisa, som havde allieret sig med en anden fremtrædende korsfarer Tancred. Det er i dag usikkert, hvad baggrunden for konflikten var, men det var måske Dagoberts plan at gøre Jerusalem til et len direkte under pavestolen; William af Tyrus er den eneste som nævner det. Albert af Achen og Ralf af Caen skriver i stedet, at Godfred tvang Dagobert og Tancred til under ed at acceptere en af Godfreds brødre eller nære slægtninge som arving til riget. Da Godfred døde i 1100 var Dagobert i Haifa og kunne under ingen omstændigheder forhindre, at Godfreds bror Balduin blev valgt som konge af Godfreds støtter, og den 25. december var Dagobert tvunget til at krone Balduin som konge af Jerusalem.

## Død
Den arabiske kronikør Ibn al-Khalanisi skrev, at Godfred døde af en pil, da han deltog i belejringen af Acre. Det nævnes ikke i af nogen af de kristne kilder. Albert af Aix og Ekkehard af Aura skriver, at han blev syg under et ophold i Caeserea muligvis forgiftet af byens emir, og William af Tyrus skriver blot, at han døde efter lang tids sygdom i Jerusalem 18. juli 1100.

## Eftermæle
Godfreds rolle i korstoget fortælles først og fremmest af Albert af Aix, Fulcher af Chartres, af Raimond af Aguiliers og af den anonyme forfatter til Gesta Francorum. Men i den sekulære romantiske litteratur fra middelalderen kommer han til at spille en stor rolle som helt. Han optræder flere gange i de franske chansons de geste som omhandler korstogene Le cycle de la Croisade og han blev her i sat i forbindelse med legenden om svaneridderen.
Kort efter sin død blev Godfred en legende blandt efterfølgerne til de første korsfarere. William af Tyrus kan i sidste halvdel af 12. årh. berette at Godfred var i besiddelse af en umådelig styrke, så stor, at han kunne brydes med en bjørn og vinde over den og hugge hovedet af en kamel med ét hug. I Williams beskrivelse var han høj af statur, ikke i ekstrem grad, men dog højere end en gennemsnitsmand. Han var stærk udover al sammenligning, med solidt byggede lemmer og kraftigt bryst. Hans trak var behagelige og hans skæg og hår var mellemblond.
Fordi Godfred var den første fyrste i korsfarerstaten Jerusalem, er han i eftertiden ofte blevet fremstillet stærkt idylliseret. Allerede kort efter sin død blev han fremhævet som idealet for ridderstanden og indlemmet i gruppen af Neuf Preux (de ni værdige, historiens ni mest ideelle krigere), og han fik æren for organiseringen af det nye kongerige og lovgiver med udformningen af lovsamlingen Assises de Jérusalem. I realiteten var han ingen af delene: han var kun én ud af række ledere i korstoget, og han var udelukkende den kandidat flest kunne støtte, da der skulle vælges en fyrste efter erobringen af Jerusalem. Den lovsamling, han skulle have udfærdiget, var snarere et resultat af en langstrakt udvikling gennem hele rigets historie.
Siden 1848 har en rytterstatue af Godfred stået i Bruxelles foran kongeslottet.

### Godfred i senere litteratur
- Dante placerer i sin Guddommelige komedie Godfred i Mars’ himmel sammen med andre af troens krigere.
- Torquato Tasso gjorde Godfred til helten I sit heroiske digt Gerusalemme liberata.
- Godfred optræder også som Goffredo i Händels første opera Rinaldo fra 1711.
- I en række teorier som fremføres i bøger som The Holy Blood and the Holy Grail og The DaVinci Code spiller Godfred en fremtrædende rolle.